# Varietà (mineralogia)

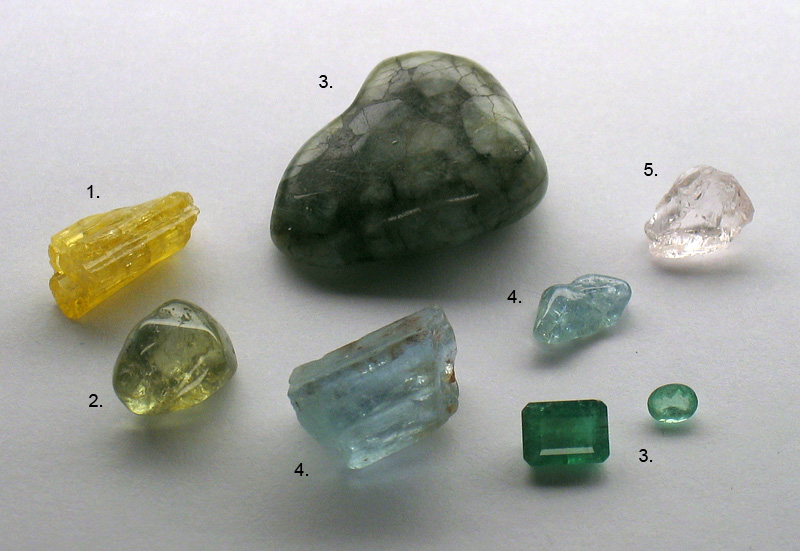
Diverse varietà di berillo

Una varietà di minerale è individuata da caratteristiche fisiche che permettono di distinguere dei campioni di una specie mineralogica da altri della stessa specie. Tutte le varietà di una specie mineralogica hanno la stessa composizione chimica e la stessa struttura cristallina.
La proprietà fisica che più comunemente individua una varietà è il colore, per esempio il quarzo rosa è una varietà di quarzo che deve il suo colore a piccole quantità di manganese e titanio presenti nella struttura cristallina. Un altro caso è costituito dallo spato d'Islanda che è una varietà di calcite che si distingue per essere particolarmente trasparente. La presenza di piccole variazioni chimiche può dare origine a varietà come l'amalgama che è una varietà di argento nativo contenente mercurio.
| Controllo di autorità | GND (DE) 1161539700 |